# 4일 간의 사랑
《4일 간의 사랑》은 MBC에서 1992년 7월 27일부터 1992년 7월 28일까지 방영된 여름 특집 드라마이며, 현실과 사후의 세계를 넘나드는 지순한 사랑을 그린 이색 드라마이다. 외화에서 즐겨 사용하던 고전적 아이디어를 한데 모아 짜집기해 놓은 귀신 이야기로 한국판 《사랑과 영혼》이라 할 수 있다.

## 줄거리
주정뱅이 저승사자가 실수로 여든 살 노인 대신 잘못 죽은 기정은 자신을 도로 이승세계로 보내달라고 아우성치지만 그의 육신은 이미 화장이 되어 버려 방법이 없다. 그러던 중 부장검사의 딸인 애인이 폭력조직에 납치되는 것을 보게 된 기정은 저승사자와 타협하여 4일간 남의 몸을 빌리기로 한다. 폭력조직의 말단인 승찬의 몸속에 들어간 기정은 애인 유진을 만나 둘만이 알고있는 비밀을 얘기하여 자신이 환생한 것을 믿게 한다. 결국 유진을 구해낸 기정은 다시 한 번 유진과 이별한다.

## 출연진
- 손지창 : 김기정 역 (아역: 천영덕)
- 이연수 : 이유진 역 - 기정의 여자친구
- 최민수 : 박승찬 역 - 기정의 영혼이 들어간 육신
- 김해숙
- 윤선희
- 박성미
- 심양홍
- 박병훈
- 김종호